# Televisão Pública de Angola
Televisão Pública de Angola oder TPA ist der Name für das staatliche angolanische Fernsehen. 

## Vorgeschichte
Im Jahre 1962 begann der Rádio Club in Huambo mit der Ausstrahlung erster Fernsehbilder, zwei Jahre später in Benguela und dann ab 1970 in Luanda. 1973 gründete die portugiesische Kolonialregierung die Radiotelevisão Portuguesa de Angola (RPA). Nach der Unabhängigkeit Angolas am 11. November 1975 und dem Abzug der Portugiesen verstaatlichte die MPLA-Regierung den Sender und nannte ihn Televisão Popular de Angola. Aufgrund der Regierungs-Verordnung Nr. 66/97 wurde der Kanal im Jahr 1997 in seinen jetzigen Namen Televisão Pública de Angola (TPA) umbenannt. Seit 1970 wird TPA in Luanda, ab 1979 in Benguela und Lobito, 1981 in Huambo und ab dem Jahr 1992 im ganzen Staatsgebiet empfangen. Im Jahre 2000 gibt es neben TPA 1 auch TPA 2. Seit 2003 wird TPA Internacional über Satellit und ab 2008 ausschließlich nach Europa ausgestrahlt und kann derzeit über Kabelnetz in Portugal empfangen werden.

## Gegenwart und Zukunft
Beide Programme, TPA 1 und TPA 2, strahlen ein Vollprogramm aus. Es reicht also von Nachrichtensendungen über Sportberichte bis zu Spielfilmen und Serien, vor allem in Angola produzierte Telenovelas, sowie ausländische, meist brasilianische, die äußerst beliebt sind. Es wird täglich eine Nachrichtensendung in allen Landessprachen ausgestrahlt. Die TPA beschäftigt etwa 900 Personen und verfügt über vier Regionalsender. 
Gegenwärtig wird am Stadtrand Luandas, im Bereich der Urbanisierung Camama, auf einer Fläche von rund 20 Hektar, ein supermoderner Komplex von Produktionsstudios aus dem Boden gestampft. Die Anlage im Süden der Stadt besteht aus Verwaltung, vier TV-Studios und einem Restaurant. Mit dem neuen TV-Zentrum ist TPA in der Lage, ihr selbst gestecktes Ziel zu verwirklichen, nämlich Filme, Novelas, Dramen und Dokumentarfilme in eigener Regie zu produzieren. Die neuen Aufnahmestudios werden mit modernster Technik ausgestattet, u. a. mit motorisierten Werkbänken, automatisierten Scheinwerfern und Kameras von hoher Qualität.
Zu 100 % in Besitz der TPA gehört auch der TV-Sender Televisão Comercial de Angola oder kurz TVC. Der Kanal wurde 1994 gegründet mit dem Ziel, exklusiv für die Vermarktung von Werbeminuten in den Sendungen der TPA zu sorgen. Dias betrifft allgemeine TV-Werbung, Werbezeit in Telenovelas und Business-TV, Verkauf von Fernsehprogrammen der TPA, sowie Kommerzialisierung im Verlagswesen, Büchern und Zeitschriften, Videokassetten, Disketten und Tonträger.

## Programm

### Information
- Telejornal
- Tchilar

### Talk Shows
- Janela Aberta
- Hora Quente

### Sport
- Jogos (live)